# هلیدنبورو
هلیدنبورو (به انگلیسی: Hildenborough) یک روستا و محله مدنی در بریتانیا است که در Tonbridge and Malling واقع شده‌است. هلیدنبورو ۴٬۹۵۴ نفر جمعیت دارد.